# Elsloo (Limburg)
Elsloo (Limburgs: Aelse) is een dorp aan de Maas en het Julianakanaal in de gemeente Stein in het zuiden van de Nederlandse provincie Limburg. De kern Elsloo telt circa 8.325 inwoners. Het gehucht Catsop (met circa 600 inwoners) en de buurtschap Terhagen worden eveneens tot Elsloo gerekend.

## Geschiedenis

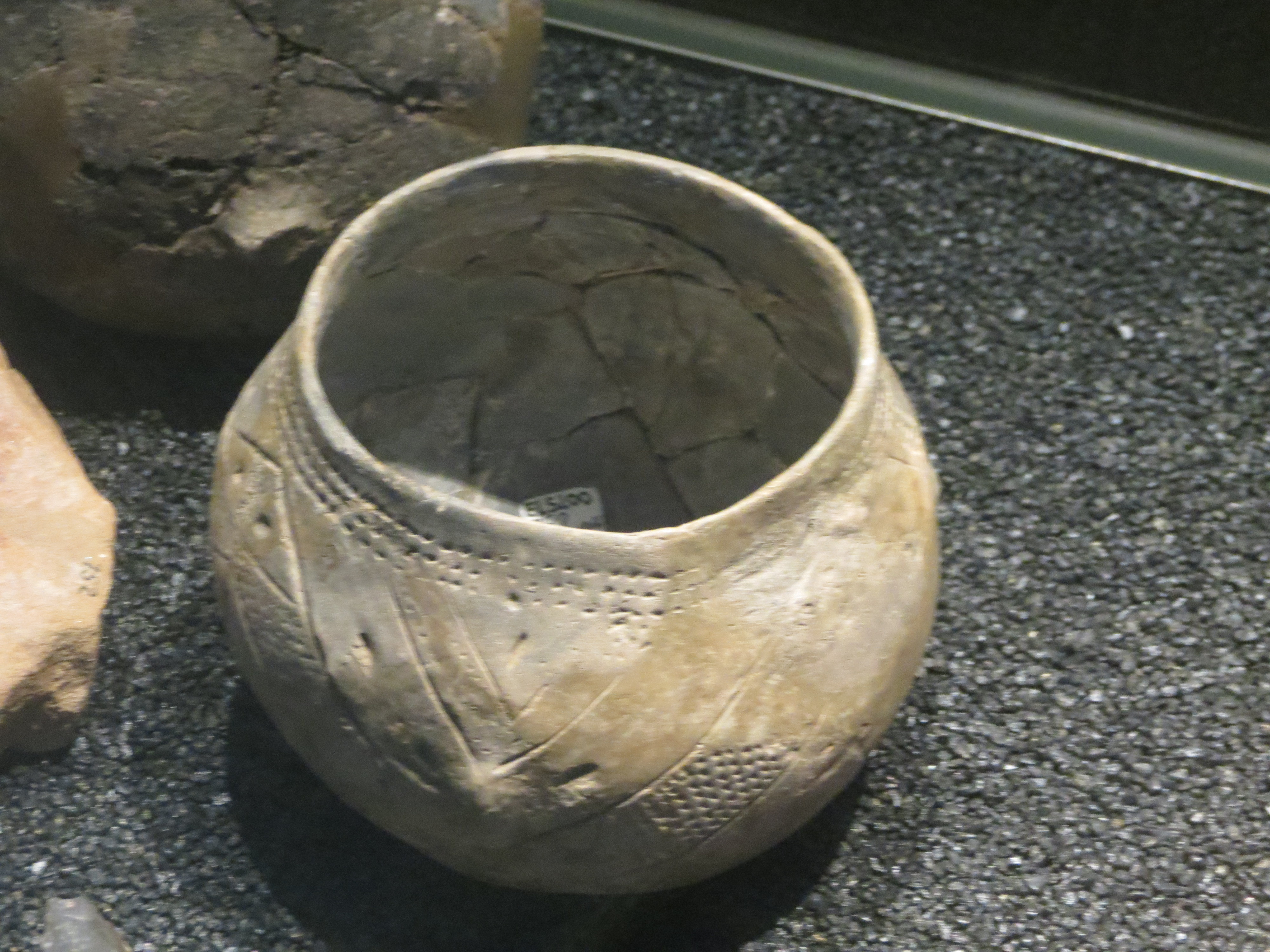
Bandkeramiek uit Elsloo. Collectie Rijksmuseum van Oudheden, Leiden

Elsloo maakt aanspraak op de titel "oudste boerendorp van Nederland". Rond 5000 v.Chr. woonden hier reeds de bandkeramiekers. In de afgelopen honderd jaar zijn van deze eerste agrariërs op Nederlandse bodem al tientallen boerderijen en een begraafplaats blootgelegd. Bandkeramisch aardewerk uit Elsloo is in heel Zuid-Limburg teruggevonden. Opgravingen uit de Romeinse tijd hebben onder andere dakpannen, glazen flesjes en bronzen spelden opgeleverd, die thans in het streekmuseum bewaard worden.
Op de plek waar het oude kasteel van Elsloo was gelegen, in de loop der eeuwen weggespoeld door de Maas, zou in de vroege middeleeuwen een Karolingische palts hebben gestaan. Vroeger werd gedacht dat te Elsloo het Vikingenkamp Ascloha was gelegen, van waaruit omstreeks 880 talloze rooftochten in het Maas-Rijngebied werden ondernomen (onder andere de plundering van Maastricht in 881).
De latere burcht van Elsloo, waarvan nog delen bewaard zijn, wordt vanaf het jaar 1111 genoemd als woonplaats van de heren van Elsloo, een geslacht dat rond 1285 uitstierf. In de eeuwen daarna waren het kasteel en de heerlijkheid Elsloo in bezit van onder andere de families Van Schoonvorst, De Gavre en een bastaardtak van de familie Van Arberg.
In 1786 deed zich in Elsloo een controverse voor toen de rentmeester van Staats-Overmaas, Willem Hendrik van Panhuys (1734-1808), op 26 juli Elsloo in bezit kwam nemen namens de Republiek der Zeven Verenigde Nederlanden, krachtens de bepalingen in het Verdrag van Fontainebleau (1785). Van Panhuys wilde dat desnoods met geweld doen, gesteund door 120 man van het Maastrichtse garnizoen, maar de Staten-Generaal hielden hem tegen. De heer van Elsloo, Nicolas Antoine van Arberg (1736-1813), riep de bevolking bijeen voor de ingang van de kerk en betoogde daar, in het Frans en daarna in het Nederlands, dat Elsloo vanouds een vrije rijksheerlijkheid was, dat de bepalingen van het Verdrag van Fontainebleau hier dus niet golden en dat men om die reden de eed op de Republiek niet hoefde af te leggen. Van Arberg werd gesteund door de Sittardse notaris P. Lintjens en de Maastrichtse advocaat Charles Roemers. Nadat de rechtsgeleerde A.L Pélerin had uitgeplozen dat Elsloo weliswaar geen onderdeel was van het land van Valkenburg, maar er juridisch wel degelijk aan ondergeschikt was, gooide Van Arberg het over een andere boeg en probeerde hij de heerlijkheid aan de Republiek te verkopen. Roemers wist hem er van te overtuigen dat dit laatste slecht voor de bevolking zou zijn, onder meer vanwege de hogere belastingen en het verlies van inkomsten van de kerk. De controverse sleepte zich voort tot de komst van de Fransen in 1794, waardoor de zaak irrelevant werd. Van Arberg, de laatste heer van Elsloo, bleef weliswaar nog enige tijd in het kasteel wonen, maar raakte door de inlijving van het Maasland in de Eerste Franse Republiek al zijn heerlijke rechten kwijt.
Tot 1982 was Elsloo een zelfstandige gemeente, waarna ze is opgegaan in de huidige gemeente Stein.

## Erfgoed, bezienswaardigheden

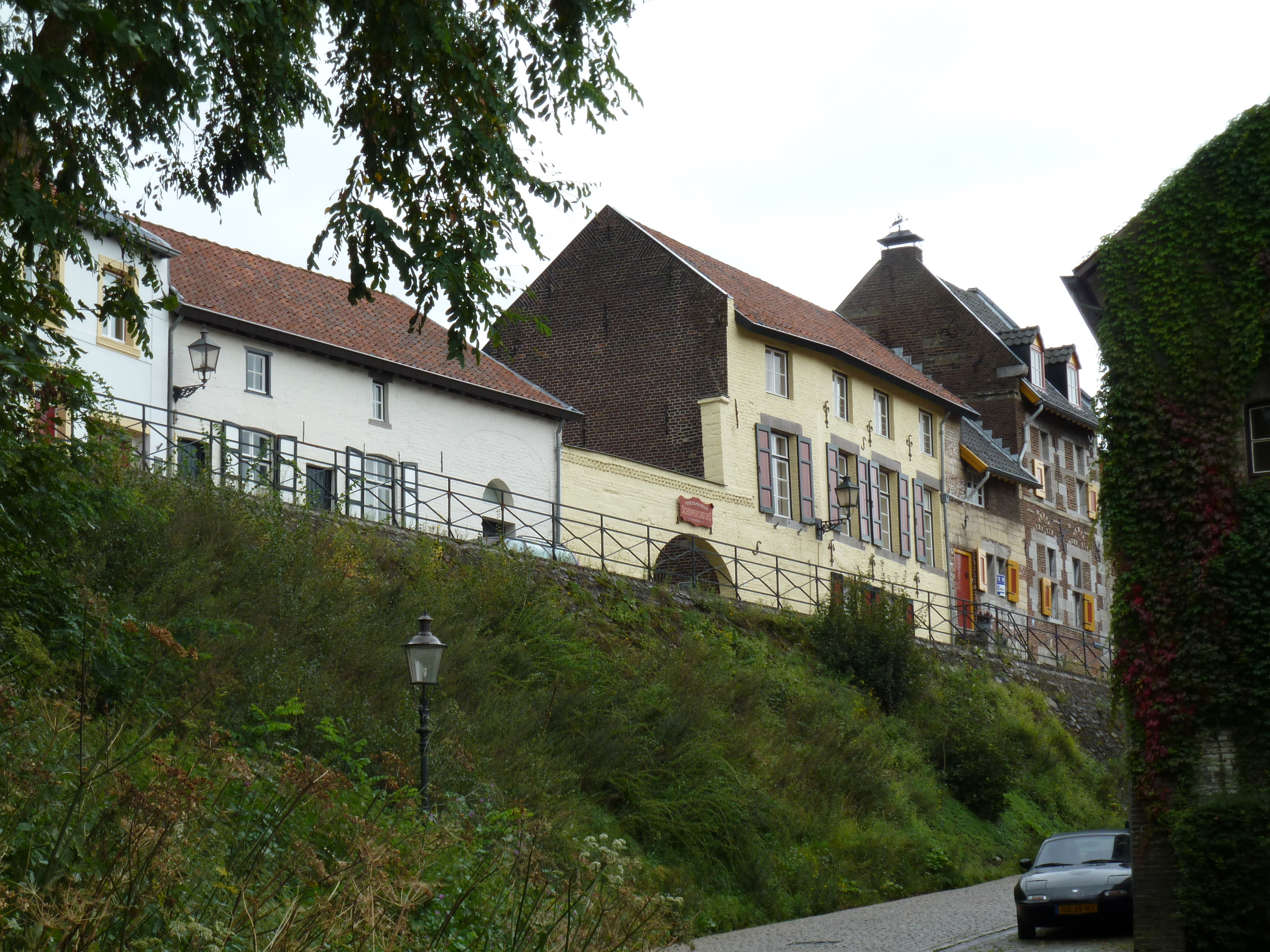
Op de Berg, gezien vanaf de Maasberg

- Het oorspronkelijke Elsloo ligt in het zuidwestelijk deel van de huidige plaats. Deze oude kern is ondanks de sterke groei van het dorp toch in min of meer oorspronkelijke staat bewaard gebleven en heeft sinds 1971 de status van beschermd dorpsgezicht. Delen van het oude dorp zijn door de aanleg van het Julianakanaal verdwenen. Via een steile helling, de Maasberg, belandt men vanaf de kerk bij het lager gelegen kanaal.
- Het best bewaarde deel van het dorp heet Op de Berg, waar onder andere het 17e-eeuwse Schippershuis staat, sinds 1960 het streekmuseum van Elsloo.
- Eertijds stond de Sint-Augustinuskerk centraal in het dorp. De toren die boven de Maasvallei uitsteekt is een herkenningspunt in de omgeving. De oorspronkelijke kerk dateerde uit 1459, maar was in het begin van de 19e eeuw dusdanig vervallen dat ze moest worden afgebroken. De huidige kerk werd in 1848 gebouwd in neoclassicistische stijl naar een ontwerp van Jean Dumoulin. In de kerk wordt een laat-middeleeuwse Anna te Drieën bewaard van een onbekende beeldensnijder, die van de kunsthistoricus prof. dr. J.J.M. Timmers de noodnaam Meester van Elsloo ontving.
- Naast de kerk staat de Grafkapel familie De Geloes op de plaats van het koor van de oude kerk.
- De Mariakerk uit 1959, aan het Dorine Verschurenplein in het nieuwe deel van Elsloo.
- Het Kasteel Elsloo, bij de oude dorpskern langs het Julianakanaal. Het huidige complex is slechts een gedeelte van het oorspronkelijke kasteel, dat in de loop der tijd door de Maas is weggespoeld.
- Tot het kasteel behoorde vroeger ook de Slakmolen, een watermolen die in de jaren 1980 is gerestaureerd en weer bemalen wordt.
- Kapel aan de Kaak, gebouwd tussen 1820 en 1830, aan de Dorpsstraat.
- Een groot aantal historische boerderijen en woonhuizen, vooral aan de Dorpsstraat en aan Op de Berg.

Zie ook
- Lijst van rijksmonumenten in Elsloo (Limburg)

## Natuur en landschap
Elsloo ligt op een steilrand langs het Maasdal. Het Julianakanaal en parallel daaraan de Maas vormen de westkant. De Dorpsstraat loopt steil omhoog tot ruim 70 meter. Hoewel de omgeving in noordelijke (Stein) en oostelijke (Beek) richting grotendeels volgebouwd is, is de omgeving in zuidelijke richting bijzonder mooi. Hier ligt het kasteelpark van Kasteel Elsloo met de Slakbeek en de Hemelbeek, een heemtuin, vijvers, een theekoepel, exotische bomen, ornamenten en dergelijke. Er zijn aanzienlijke hoogteverschillen en vanaf de hoogte heeft men uitzicht over het Maasdal en het Kempens Plateau en de terrils aan de Belgische zijde van de Maas. Het park gaat geleidelijk over in het Bunderbos, een hellingbos waar de Hemelbeek en haar zijbeken ontspringt, en via een moerasgebied in noordelijke richting naar het park stroomt om vervolgens in de Maas uit te monden. Ten zuiden van Elsloo ligt de Kniensheuvel bij Terhagen en ten oosten van Catsop ligt de Heuvel die van het zuidelijker gelegen Centraal Plateau gescheiden wordt door het droogdal Siekendaal.
Verder naar het zuiden vindt men het Centraal Plateau, met hoogten tot ongeveer 105 meter. Dit is een vlak landbouwgebied op löss, waarin zich ook enkele holle wegen bevinden. Elsloo zelf ligt in het uiterste zuidwesten op het laaggelegen Plateau van Graetheide. Bij Elsoo bevindt zich in de bodem de Elsloobreuk.

## Voorzieningen
Winkels en horeca zijn te vinden in de omgeving van het Dorine Verschureplein, in het nieuwere deel van Elsloo.
Oostelijk van het dorp ligt het station Beek-Elsloo aan de spoorlijn van Maastricht naar Sittard, precies tussen de dorpen Beek en Elsloo in. De fysieke scheiding tussen de bebouwing van beide dorpen wordt deels door deze spoorlijn en de autosnelweg A2 gevormd.

## Evenementen
Een jaarlijks terugkerend muziekfestijn in Elsloo is Conincx Pop. Deze muzikale happening vond voor het eerst in 1983 plaats. Het evenement vindt plaats op de locatie die bekendstaat als "Maasoever", waar men in het verleden met een voetveer naar de overkant (België) kon varen. In de volksmond wordt de locatie ook wel aangeduid met "aan het auwt vaer".
De finish van de Amstel Gold Race was in 1968 in Elsloo. In een aantal edities liep het parcours van de wielerklassieker vrij snel na de start (in Maastricht) door Elsloo, waarna de renners de Maasberg moesten beklimmen.

## Geboren
- Lei Alberigs (1921-1998), directeur Museum van Bommel van Dam
- Jo Janssen (1959), architect, architectuurdocent aan de Universiteit Hasselt
- Mathieu Janssen (1907-1993), dirigent, muziekpedagoog en organist
- Sjef Janssen (1950), dressuurruiter en -coach (zoon van Sjefke Janssen)
- Sjefke Janssen (1919-2014), wielrenner, Nederlands Kampioen in 1947
- Roger Smeets (1973), triatleet
- Harrie Steevens (1945), wielrenner, winnaar Amstel Gold Race 1968
- Hugo Luijten (1957), oud-scheidsrechter bij de KNVB
- Jo Körver (1951), oud-voetballer van Roda JC en Go Ahead Eagles

## Nabijgelegen kernen
Stein, Geulle, Moorveld, Beek, Kotem (aan de overzijde van de Maas tegenover Elsloo, bereikbaar via Stein)